# The Model (film)
The Model è un film del 2016 diretto da Mads Matthiesen.
La pellicola narra le vicissitudini di una giovane modella danese che, affacciatasi nello spietato mondo della moda, deve fare i conti con la propria immaturità e difficoltà di crescita personale.

## Trama
Emma si trasferisce da un piccolo paese della Danimarca a Parigi per intraprendere la professione di modella.
L'importante agenzia che l'ha ingaggiata la fa esordire subito con un fotografo di primissimo ordine, Shane White. La pressione su Emma è forse troppa e, non riuscendo a sciogliersi come richiesto, viene cacciata dal set e la sua carriera sembra essere compromessa sul nascere.
Chiusasi a riccio, la compagna di stanza Zofia, con la quale all'inizio non aveva legato, la spinge ad uscire per distrarsi. Alla festa alla quale si recano è presente lo stesso fotografo che l'ha scartata. Dopo due drink, Emma, attratta dall'uomo, ha il coraggio di affrontarlo mostrandosi spigliata e sfoderando uno charme che colpisce molto il fotografo.
Il giorno seguente è infatti sorprendentemente richiamata dalla sua agenzia per un importante servizio. Shane ha di fronte una Emma diversa, e così per la ragazza si aprono prospettive interessantissime. Emma finisce anche a letto con Shane che la elegge sua musa.
Quando Frederik, il suo fidanzato storico, la raggiunge a Parigi, Emma dapprima fa finta di niente poi mette il ragazzo di fronte al fatto compiuto spingendolo a lasciarla sdegnato.
Shane porta con sé Emma ad una festa/week-end in una residenza sontuosa con ospiti importanti. Emma si sente trascurata e cede alle avances di Sebastien, un uomo che si presenta come un responsabile della Chanel, casa di moda che rappresenta la massima ambizione della ragazza. Shane, che pure deve farsi perdonare, non accetta la leggerezza di Emma e la lascia.
La ragazza va in crisi maturando una vera ossessione per il grande fotografo che, dopo una corte serrata la riaccoglie con se. La gelosia di Emma diventa patologica e un pettegolezzo su Shane e Zofia la convince ad attaccare fisicamente quella che fino a un minuto prima era un'amica. Il padrone di casa interviene per seperare le due contendenti. Quando l'amica aggredita lascia la casa, Emma stuzzica l'uomo che sapeva già infatuato, ma poi si ritrae. L'uomo però non resiste e la violenta. Emma reagisce e dopo essersi liberata lo colpisce ripetutamente all'addome con un coltello, per poi essere arrestata.
Tornata a casa in Danimarca, riceve notizie confortanti sulla salute dell'uomo, mentre Frederik l'ha perdonata riallacciando il loro rapporto come nulla fosse accaduto. Tutto sembra tornato alla normalità che ha preceduto la parentesi parigina, quando arriva una telefonata dalla Chanel che le offre di tornare a lavorare come modella per il loro prezioso marchio.

## Distribuzione
Il film è stato presentato in anteprima nel gennaio 2011 all'International Film Festival Rotterdam e a febbraio al Goteborg Film Festival.
Nelle sale danesi è uscito dall'11 febbraio 2016.

## Riconoscimenti
- Goteborg Film Festival 2016 
  - Premio Sven Nykvist alla miglior fotografia: Petrus Sjövik